# Sfredel
Un sfredel  este un instrument de mână pentru forarea unor găuri mici, în principal în lemn, fără despicare.  A fost definită în cartea Arhitectura a arhitectului Joseph Gwilt (1859) ca fiind „o bucată de oțel de formă semicilindrică, goală pe o parte, având un mâner transversal la un capăt și un vierme sau un șurub la celălalt”.
Un sfredel este întotdeauna un instrument mic. Un instrument similar de dimensiuni mai mari se numește burghiu. Acțiunea de tăiere a sfredelului este ușor diferită de un melc, cu toate acestea, deoarece capătul șurubului și astfel gaura inițială pe care o face, este mai mică; marginile de tăiere par departe de lemn, care este mutat de laturile spirală, care se încadrează prin gaura de intrare. Acest lucru trage, de asemenea, sfredelul mai departe în gaura așa cum este transformat; spre deosebire de sulă, presiunea nu este necesară odată ce vârful a fost tras.